# Mariä-Entschlafens-Kapelle (Ljeb)
Die Mariä-Entschlafens-Kapelle (Serbisch: Капела Успења Пресвете Богородице, Kapela Uspenja Presvete Bogorodice) in Ljeb, einem Dorf in der Opština Stanari westlich von Doboj, ist eine Serbisch-orthodoxe Friedhofskapelle in Bosnien und Herzegowina.
Die von 1996 bis 1998 erbaute Kapelle gehört zur Pfarrei Osredak, im Dekanat Teslić der Eparchie Zvornik-Tuzla der Serbisch-Orthodoxen Kirche. Die Kapelle ist dem Entschlafen der Allheiligen Gottesmutter Maria geweiht.

## Lage
Das Dorf Ljeb zählt um die 350 Einwohner und gehört zur Opština Stanari. Die Opština Stanari liegt in der Republika Srpska, dem überwiegend serbisch bewohnten Landesteil Bosniens und der Herzegowina.

## Geschichte
Mit dem Bau der Mariä-Entschlafens-Kapelle, mit den Dimensionen 7 х 4 m, wurde 1996 begonnen. Zwei Jahre später am 31. Mai 1998 wurde die Kapelle vom damaligen Bischof der Eparchie Zvornik-Tuzla Vasilije (Kačavenda) eingeweiht.
Die im Jahre 2000 gegründete Pfarrei Osredak besteht aus den Dörfern: Osredak, Ljeb und Dragalovci, sowie dem Weiler Stupa, der zum Dorf Rastuša in der Opština Teslić gehört. Vor der Gründung der jetzigen Pfarre gehörten die Dörfer zur Pfarrei Rastuša, mit ihrer Mariä-Schutz-und-Fürbitte-Pfarrkirche. Der Serbisch-orthodoxe Friedhof, auf dem die Kapelle steht, stammt aus dem 19. Jahrhundert.

## Architektur
Neben der einfachen einschiffigen Kapelle steht ein einfacher metallener Glockenturm mitsamt einer Glocke. Diese Glocke wurde in Slowenien erworben. Auf dem Glockenturm sowie auf der Kapelle, steht jeweils ein einfaches Holzkreuz. Die Kapellenfassade ist in Weiß gehalten, während das Dach mit einfachen orangen Dachziegeln bedeckt ist.

## Belege
- Artikel über die Kapelle auf der Seite des Dekanats Teslić der Eparchie Zvornik-Tuzla, (serbisch)
- Artikel über die Kapelle auf der Seite der Kirchengemeinde Osredak (Memento vom 22. Dezember 2014 im Internet Archive), (serbisch)

Koordinaten: 44° 44′ 34,4″ N, 17° 46′ 38,3″ O